# Maria Klimowicz
Maria Klimowicz de domo Bartmińska (ur. 24 stycznia 1941 w Bączalu Dolnym, zm. 8 lutego 1995 w Krasiczynie) – polska lekarka stomatolog, działaczka katowickiej NSZZ „Solidarności”, działaczka opozycji w PRL, animatorka kultury, społeczniczka.

## Życiorys

### Młodość
Przyszła na świat 24 stycznia 1941 roku na plebanii w Bączalu Dolnym, jako jedyna córka Mieczysława i Franciszki z domu Zając, a zarazem siostra Stanisława, Mariana, Jerzego, Floriana i Jana Bartmińskich. Rodzina Bartmińskich mieszkała podczas II wojny światowej aż do roku 1947 w Bączalu Dolnym u brata Franciszki – ks. Floriana Zająca, piastującego funkcję proboszcza. Ukończyła Szkołę Żeńską im. Królowej Jadwigi oraz II Liceum Ogólnokształcące im. Kazimierza Morawskiego w Przemyślu, gdzie złożyła egzamin maturalny. Od 1958 roku rozpoczęła studia na Śląskiej Akademii Medycznej w Katowicach.

### Działalność społeczna
Po ukończeniu studiów, rozpoczęła pracę w Górniczej Służbie Zdrowia. Świadczyła bezpłatną pomoc stomatologiczną dla osób internowanych w okresie stanu wojennego oraz ich najbliższych i przyjaciół.
Zasiadała w prezydium katowickiej Komisji Zakładowej Służby Zdrowia, była przewodniczącą katowickiej Sekcji Służby Człowiekowi przy Klubie Inteligencji Katolickiej oraz wiceprzewodniczącą Sląskiej Izby Lekarskiej w latach 1989-1993.
Podjęła współpracę z fundacją Friends of Poland Julie Hykiel. Silnie zaangażowała się w pomoc dla ludności Beskidu Niskiego i Bieszczadów, organizując charytatywne leczenie ludności przez zaprzyjaźnionych lekarzy różnych specjalizacji medycznych. W grudniu 1981 weszła w skład Biskupiego Komitetu Pomocy Uwięzionym i Internowanym w Katowicach.

### Działalność charytatywna
Rokrocznie od 1982 roku rozpoczęła w Krasiczynie organizację kolonii letnich oraz zimowisk dla dzieci. W roku 1986 była inicjatorem i jednym z założycieli nieformalnej grupy skupiającej dzieci z upośledzeniem umysłowym oraz ich rodzin, znanej dzisiaj jako Stowarzyszenie na Rzecz Niepełnosprawnych SPES.
Maria Klimowicz była współzałożycielką Charytatywnego Stowarzyszenia Opiekuńczo-Wychowawczego IGNIS, powstałego w 1994 roku, które działa głównie na rzecz dzieci z rodzin ubogich, zaniedbanych wychowawczo oraz środowisk polonijnych zza wschodniej granicy.

### Śmierć
Zmarła nagle w wieku 54 lat w Krasiczynie podczas jednego z organizowanych przez siebie turnusów wypoczynkowych dla dzieci. Spoczywa na cmentarzu parafialnym przy kościele św. Wojciecha w Kruhelu Małym (obecnie cześć m. Przemyśla).

## Życie prywatne
Żona dra Andrzeja Klimowicza, którego poznała w czasie studiów medycznych.

## Odznaczenia
- 1982 - Nagroda Polcul Foundation[8]
- 2010 - Pierścień Zasłużonych (pośmiertnie)